# Кохањац
Кохањац је насељено место у саставу општине Жакање у Карловачкој жупанији, Република Хрватска.

## Историја
До територијалне реорганизације у Хрватској насеље се налазило у саставу старе општине Озаљ.

## Становништво
На попису становништва 2011. године, Кохањац је имао 96 становника.